# Estación de Joaquín Vilumbrales
Joaquín Vilumbrales es una estación de la línea 10 del metro de Madrid situada bajo la confluencia de la Avenida de la Libertad y la calle Carballino en el barrio de Los Castillos de Alcorcón.

## Historia y características
La estación abrió al público el 11 de abril de 2003 junto con el Metrosur y la prolongación de la línea 10 desde Colonia Jardín.
La estación dispone de dos salidas a ambos lados de la avenida y está estructurada en dos niveles con un andén central, siendo la única estación de la línea en tener esa disposición de andén. Su nombre rinde homenaje a Joaquín Vilumbrales, antiguo alcalde de Alcorcón, fallecido en 1999 a los pocos meses de acceder al cargo. Originalmente la estación se iba a denominar Los Castillos, nombre del barrio donde se ubica.
Desde el 28 de junio de 2014, esta estación permaneció cerrada por obras de mejora de las instalaciones dada la baja calidad en la obra inicial, entre las estaciones de Colonia Jardín y Puerta del Sur. El motivo de estas obras fue la sustitución de tacos, inyecciones, pantallas transversales y ensanche de canal de entrevías, con un presupuesto de 12,5 millones de euros. Las mejoras permitirán a los trenes circular a más de 70 kilómetros por hora frente a los 30 kilómetros con los que circulaban antes de los trabajos, velocidad limitada por seguridad puesto que la plataforma de vía se estaba hundiendo. El servicio se restableció el 1 de septiembre de 2014.

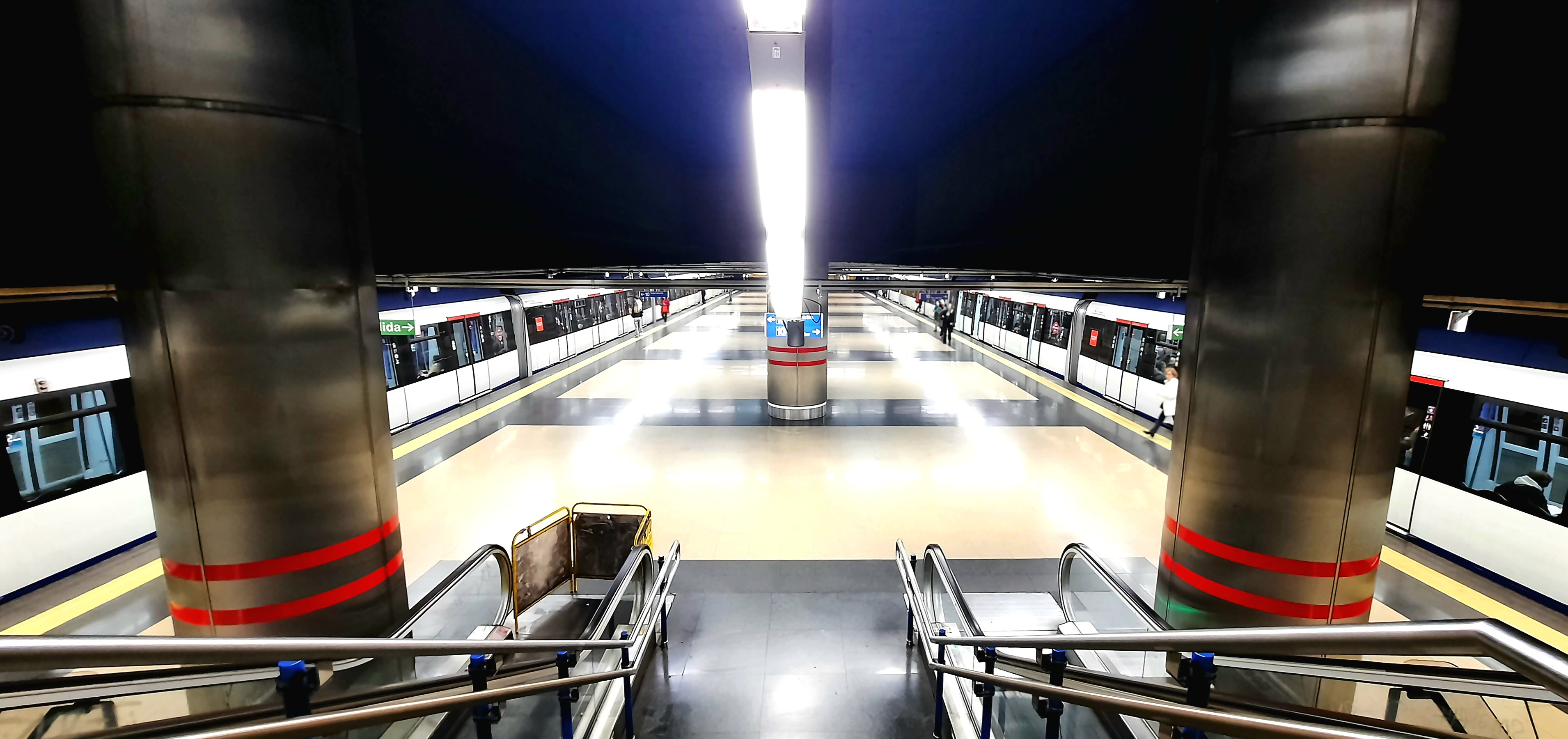
interior de la estación

## Accesos
Vestíbulo Joaquín Vilumbrales
- Avenida de la Libertad, pares Avda. de la Libertad, s/n (semiesquina C/ Parque Ordesa)
- Avenida de la Libertad, impares Avda. de la Libertad, 29 (esquina C/ Carballino)
- Ascensor Avda. de la Libertad, 29 (esquina C/ Carballino)

## Líneas y conexiones

### Metro
| << cabecera                                          | < estación     | línea | estación >     | cabecera >>    |
| ---------------------------------------------------- | -------------- | ----- | -------------- | -------------- |
| Hospital Infanta Sofía Cambio de tren en Tres Olivos | Cuatro Vientos |       | Puerta del Sur | Puerta del Sur |

### Autobuses
| Diurnos |                                     |                                                 |               |
| Línea   | Destino                             | Parada                                          | Operador      |
| 2       | Circular (> Prado de Santo Domingo) | 13183 Av. Libertad-Joaquín Vilumbrales (N.º 13) | Arriva Madrid |
| 2       | Circular (> Ondarreta)              | 13182 Av. Libertad-Joaquín Vilumbrales (N.º 13) | Arriva Madrid |